# Maria-Jankowski-Park

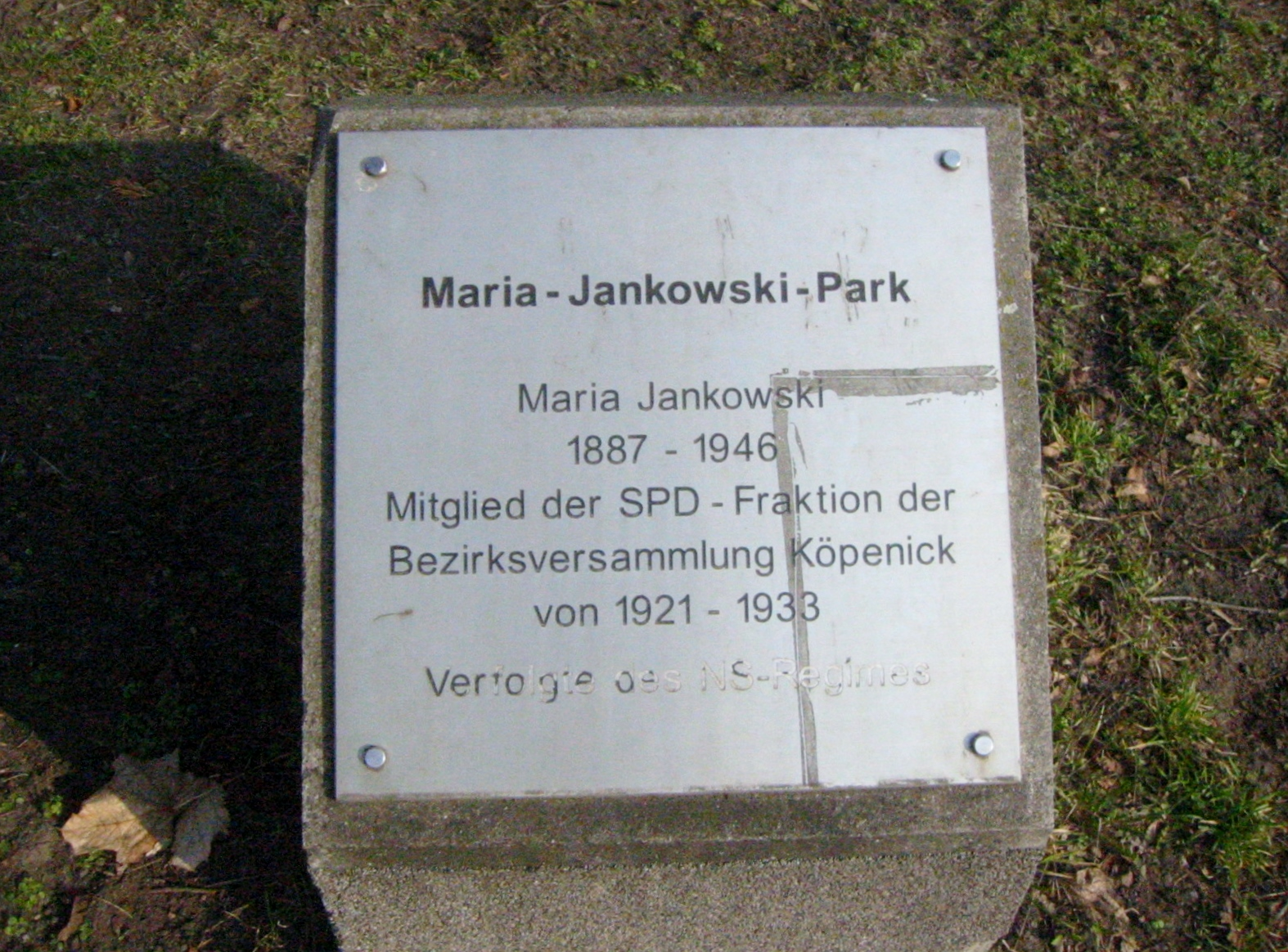
Gedenktafel am Eingang zum Park

Der Maria-Jankowski-Park liegt im Berliner Ortsteil Köpenick des Bezirks Treptow-Köpenick. Er ist nach der SPD-Kommunalpolitikerin Maria Jankowski benannt, die vom NS-Regime verfolgt wurde.

## Geschichte
Die Grünfläche ist bereits auf alten Karten aus den 1950er Jahren verzeichnet, wenn auch ohne Namen. 1998 beschloss die Bezirksverordnetenversammlung, den Platz nach Jankowski zu benennen. Der Leiter des Grünflächenamtes war jedoch der Auffassung, dass das Gelände im Volksmund bereits die Bezeichnung Veteranenplatz habe. Namensgebend sei die alte, an den Park angrenzende Kathreiner-Villa, in der sich Kriegsveteranen getroffen haben sollen. Dem widersprach jedoch ein ortsansässiger Museumsleiter und verwies auf die Nutzung als Wohnhaus (Altersheim) bzw. dem temporären Ersatz für das Rathaus und das Arbeitsamt. Eine Befragung älterer Einwohner Köpenicks ergab, dass die Bezeichnung nicht bekannt sei. Auf amtlichen Karten ist die Fläche seither als Maria-Jankowski-Park verzeichnet. Am 23. Juli 2007 wurde die angrenzende kleine Straße anlässlich des 120. Geburtstags Jankowskis von Straße D7 in Am Maria-Jankowski-Park umbenannt.
Die Blutbuche, die als Naturdenkmal das Gelände prägt, steht allerdings laut der entsprechenden Verordnung von 1993 im Veteranenpark.
Es ist geplant, im Park für 150.000 Euro einen Generationenplatz einzurichten.